# Super Bowl XXX
Super Bowl XXX var den 30:e upplagan av Super Bowl, finalmatchen i amerikansk fotbolls högsta liga, National Football League, för säsongen 1995. Matchen spelades den 28 januari 1996 mellan Pittsburgh Steelers och Dallas Cowboys, och vanns av Dallas Cowboys. De kvalificerade sig genom att vinna slutspelet i konferenserna American Football Conference respektive National Football Conference. Värd för Super Bowl XXX var Sun Devil Stadium, som är ligger på Arizona State Universitys campus och är hemmaarena för universitetets collegelag i amerikansk fotboll, bland annat.